# Scytodes makeda
Scytodes makeda är en spindelart som beskrevs av Rheims, Brescovit och van Harten 2006. Scytodes makeda ingår i släktet Scytodes och familjen spottspindlar. Inga underarter finns listade i Catalogue of Life.